# Carson (Dakota del Norte)
Carson es una ciudad ubicada en el condado de Grant en el estado estadounidense de Dakota del Norte. En el censo de 2010 tenía una población de 293 habitantes y una densidad poblacional de 28,13 personas por km².

## Geografía
Carson se encuentra ubicada en las coordenadas 46°25′20″N 101°34′14″O / 46.42222, -101.57056. Según la Oficina del Censo de los Estados Unidos, Carson tiene una superficie total de 10.41 km², de la cual 10.41 km² corresponden a tierra firme y (0%) 0 km² es agua.

## Demografía
Según el censo de 2010, había 293 personas residiendo en Carson. La densidad de población era de 28,13 hab./km². De los 293 habitantes, Carson estaba compuesto por el 99.32% blancos, el 0% eran afroamericanos, el 0.34% eran amerindios, el 0% eran asiáticos, el 0% eran isleños del Pacífico, el 0% eran de otras razas y el 0.34% pertenecían a dos o más razas. Del total de la población el 0.68% eran hispanos o latinos de cualquier raza.